# Щехи-Великі
Щехи-Великі (пол. Szczechy Wielkie, нім. Groß Zechen) — село в Польщі, у гміні Піш Піського повіту Вармінсько-Мазурського воєводства.
Населення — 61 особа (2011).
У 1975-1998 роках село належало до Сувальського воєводства.

## Демографія
Демографічна структура станом на 31 березня 2011 року:
|          | Загалом | Допрацездатний вік | Працездатний вік | Постпрацездатний вік |
| -------- | ------- | ------------------ | ---------------- | -------------------- |
| Чоловіки | 26      | 3                  | 22               | 1                    |
| Жінки    | 35      | 9                  | 18               | 8                    |
| Разом    | 61      | 12                 | 40               | 9                    |